# Wasserspeicher Rosenhügel

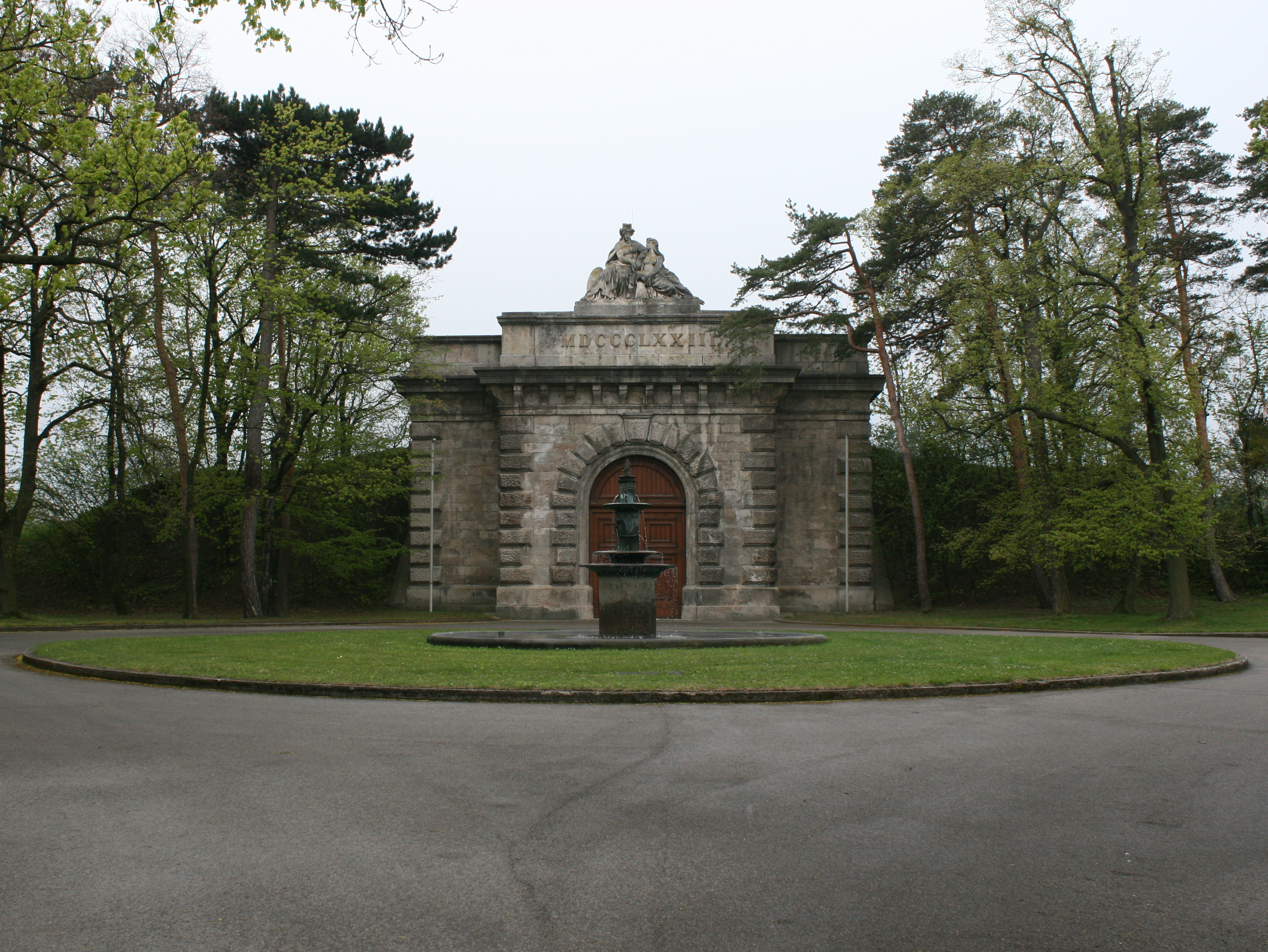
Historisches Eingangsportal des Wasserspeichers Rosenhügel

Der Wasserspeicher Rosenhügel stellt das Wiener Endstück der I. Wiener Hochquellwasserleitung dar und dient der Wasserversorgung der Stadt Wien. Von hier aus wird das Wasser der 1. Wiener Hochquellwasserleitung in das Rohrnetz der Stadt Wien eingespeist. Das Objekt wird von der Magistratsabteilung 31 der Stadt Wien bewirtschaftet.

## Geografische Lage

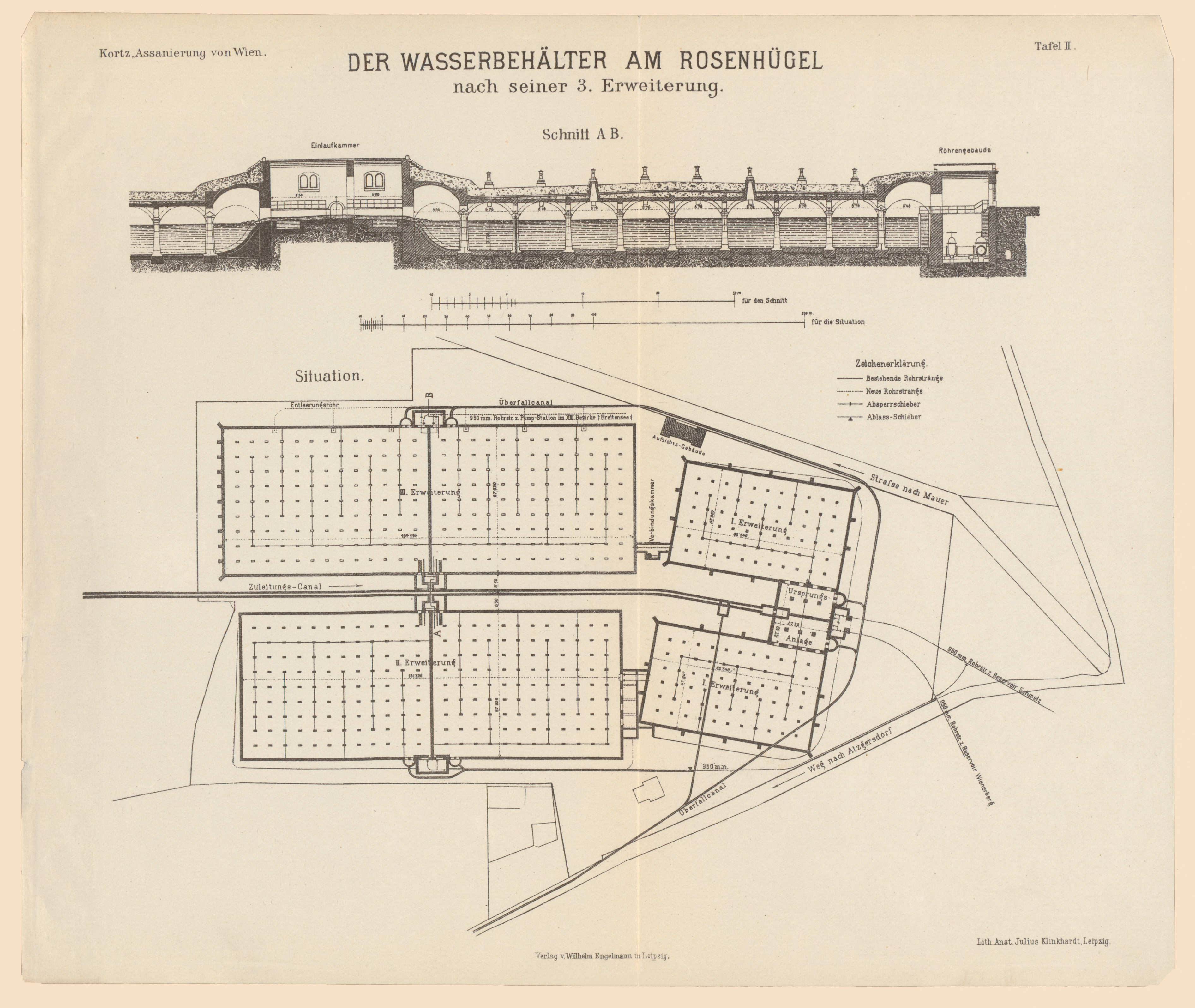
Skizze des Wasserbehälters zu Beginn des 20. Jahrhunderts

Der Wasserspeicher befindet sich nordöstlich des Rosenhügels (258 m ü. A.) am Rand von Hietzing und grenzt sowohl an Meidling als auch an Liesing. Das dreieckförmige Grundstück wird von den Straßen Atzgersdorfer Straße, Rosenhügelstraße und Schluckergasse begrenzt. An seinem höchsten Punkt erreicht das Grundstück 251 m ü. A.

## Entstehung

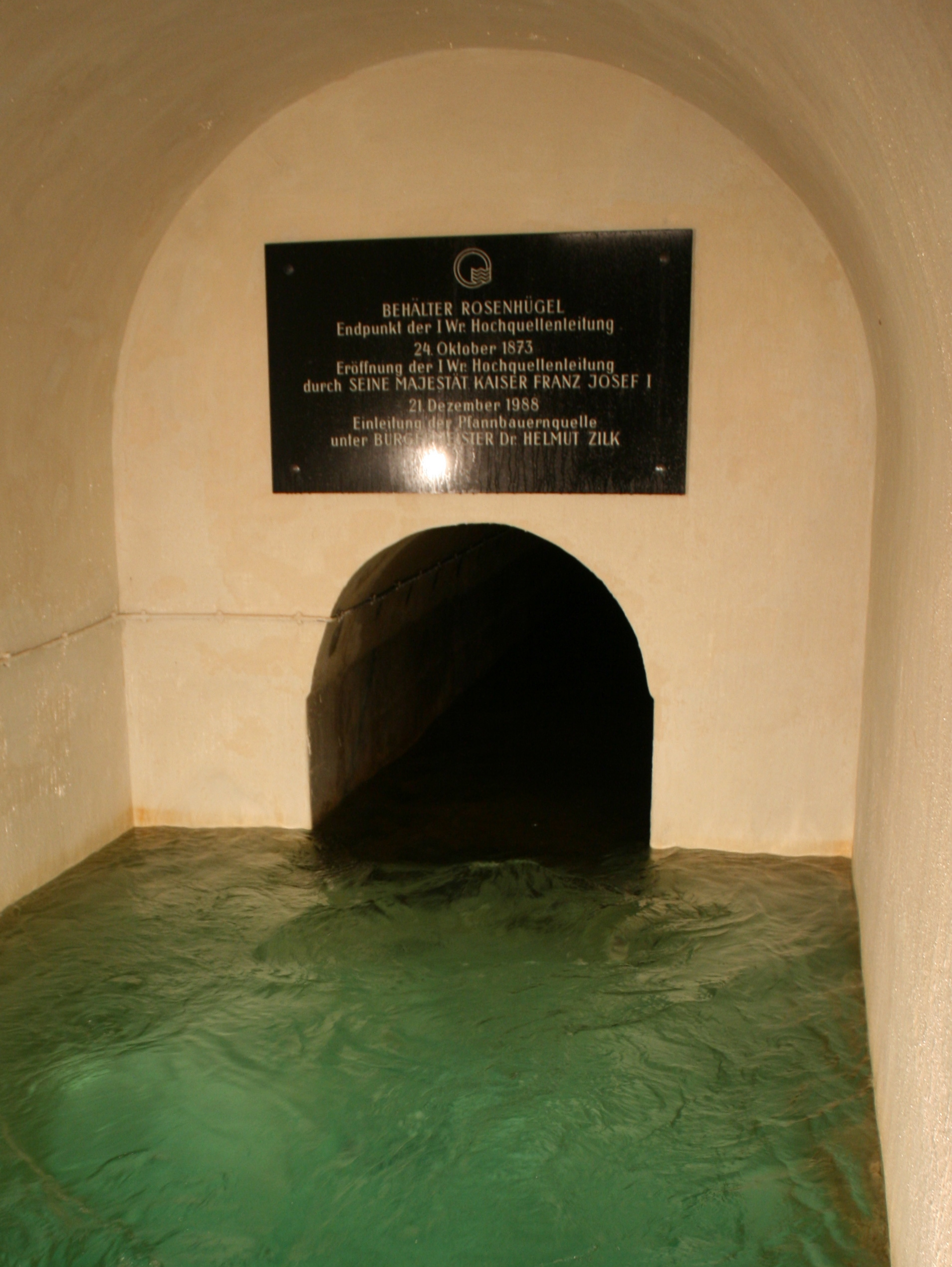
Einmündung der 1. Hochquellenleitung in den Wasserspeicher Rosenhügel

Der Wasserspeicher Rosenhügel wurde mit der 1. Wiener Hochquellwasserleitung unter Bürgermeister Andreas Zelinka errichtet und dient der Trinkwasserversorgung der Stadt Wien. Der Spatenstich zum Bau erfolgte am 21. April 1870. Der Wasserspeicher wurde am 1. September 1873 erstmals geflutet und mit der 1. Wiener Hochquellwasserleitung am 24. Oktober 1873 anlässlich der Weltausstellung durch Kaiser Franz Joseph offiziell eröffnet. Die hohe Lage sollte die Wasserverteilung erleichtern. Seine Hauptaufgabe ist die Druckregulierung und der Ausgleich von Verbrauchsspitzen. Beim Bau wurde er mit einem Wasserreservoir von 2500 m³ deutlich unterdimensioniert, obwohl er damals der größte Wasserspeicher war, der bis dahin jemals gebaut wurde. Heute fasst die Zisterne 140.000 m³ Wasser, dies entspricht in etwa einem Drittel des täglichen Wasserverbrauchs in Wien, und stellt damit den größten Trinkwasserbehälter Wiens dar. Möglich wurde dies durch Bau von fünf zusätzlichen Kammern hinter der historischen Fassade, wobei zunächst Kammern links und rechts (1. Erweiterung) der ersten Kammer und danach hinter diesen ersten 3 Kammern zwei weitere, riesige Kammern (2. und 3. Erweiterung) gebaut wurden. Der erste Zubau fand bereits 1878 unter dem Bürgermeister Julius Ritter von Newald statt. Die beträchtlichen Aushubmassen wurden südöstlich (heute Parkanlage Schluckergasse) und südwestlich (heute Kleingartenanlage Rosenberg) abgelagert.

## Erscheinungsbild

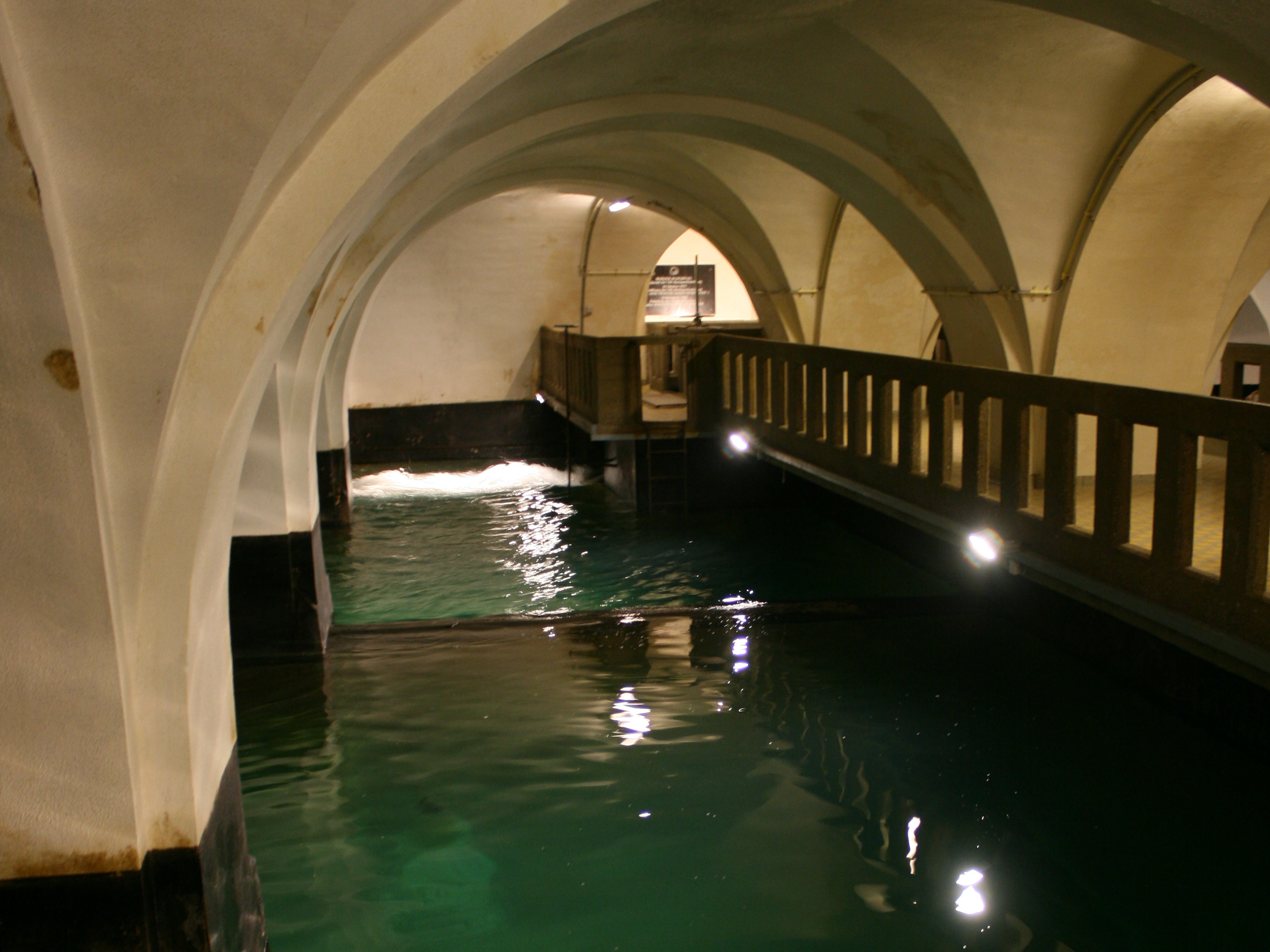
Kreuzgewölbe im Inneren des Wasserspeichers

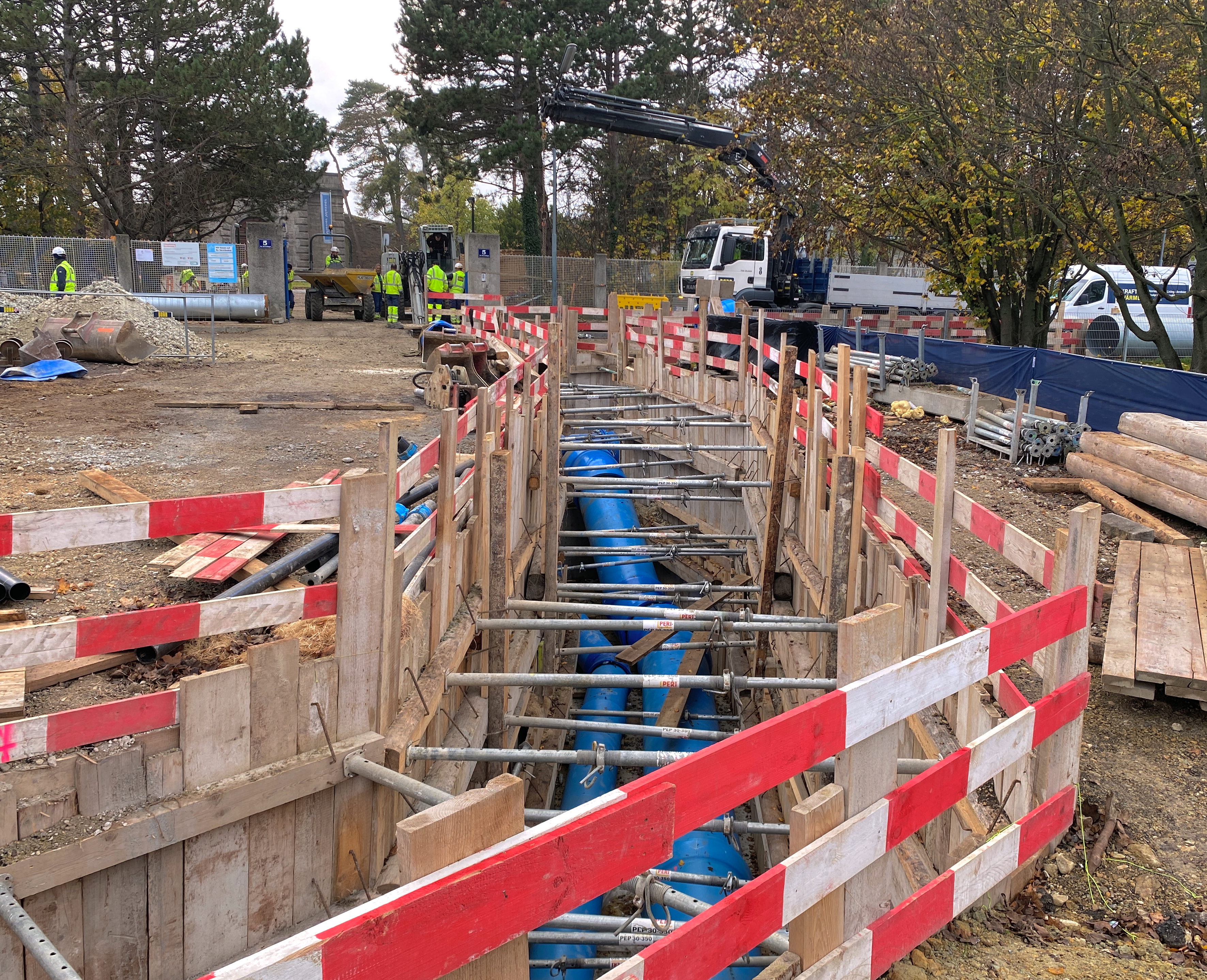
Vom Wasserspeicher Richtung Norden abgehende Trinkwasserleitungen

Der Speicher liegt unterirdisch. Sichtbar ist vom Haupteingang nur der Eingang zur historischen ersten Kammer und aus der Luft und von der Rückseite teilweise die Zugänge zur 3. Erweiterung. Beim Haupteingang handelt es sich um einen prächtigen Bau, wie er in der Kaiserzeit üblich war: Eine Steinmauer, die einer Burgmauer würdig wäre und von einem ebenso mächtigen Holztor unterbrochen wird. Am Dach dieser Mauer befinden sich die Statuen der heiligen Barbara und der Quellnymphe. Auf dem Platz vor dem Eingang befindet sich ein kleiner Springbrunnen. In der historischen ersten Kammer setzt sich das kaiserliche Erscheinungsbild in Form von stilvollen Kreuzgewölben fort. 
Die Oberfläche des Areals ist parkähnlich angelegt, der Öffentlichkeit jedoch nicht zugänglich. Das gesamte Gelände ist eingezäunt und abgesperrt.
Das Gebäude steht unter Denkmalschutz.

## Technische Daten
- Historisches Fassungsvermögen: 2500 m³
- Aktuelles Fassungsvermögen: 144.000 m³
- Wassertemperatur: 8–10 °C[6][9]
- Kammern: 6